# Alexandre Marcet Reverté
Alexandre Marcet Reverté (Barcelona, 29 de desembre de 1919 - Ídem, 30 de desembre de 2003) va ser un excursionista i dirigent esportiu. Es va iniciar en els esports de muntanya a catorze anys, i als quinze va ingressar com a soci al Club Excursionista de Gràcia, el qual presidí (1961-65), i el 1941 participà en la fundació del Grup Especial d'Escalada (GEDE). Escalà diversos pics del massís de Montserrat, Sant Llorenç del Munt, els Pirineus, els Alps i els Apenins (1941-42). Creà la Secció de Muntanya de la Federació Catalana d'Esquí (1946). Presidí la Federació d'Entitats Excursionistes de Catalunya (1977-1979). Fou director tècnic de la revista Vèrtex, i publicà Homes de gesta (1972), Catalans als 8.000... (1986) i Grans personatges de la muntanya (1989). Va ser president dels Cantaires Muntanyencs del Club Excursionista de Gràcia en els anys setanta. Rebé la medalla Forjadors de la Història Esportiva de Catalunya el 1993.